# Романовка (Маньчжурия)
Романовка — село на северо-востоке Китая, в Маньчжурии, основанное старообрядцами из Приморья. Расположено близ российско-китайской границы, у подножья хребта Чжангуанцайлин, части Маньчжуро-Корейских гор, на западном (правом) берегу реки Шихэ, левого притока реки Хайланхэ, притока реки Муданьцзян, к юго-западу от железнодорожной станции Хэндаохэцзы (Ханьдаохэдзы) Китайско-Восточной железной дороги.

## История
В Романовке обосновались Гуськовы, Селедковы, Калугины, Кустовы, Одинцовы и другие семьи старообрядцев из Приморья. Первыми в ноябре 1936 года прибыли Иван Селедков, его два сына и Павел Поносов. В феврале 1937 года прибыли 14 мужчин с лошадьми, в том числе Иван Калугин. Мужчины построили избы, затем в село прибыли их семьи. В том же году приступили к пахоте и севу.
Из посёлка Шуфровой в Трёхречье прибыли семьи старообрядцев-беспоповцев Селифона Бодунова, Стафея Калугина, Фёдора Валихова, Автонома Куликова, Максима Коньшина.
К лету 1945 года в селе насчитывалось 40 дворов, в которых жили более 200 человек.
Жители занимались пашенным земледелием и скотоводством, а также охотой и сбором дикоросов. В селе было общинное самоуправление. Избирались обычно сроком на один год два старосты, один из которых занимался связями общины с внешним миром. Превалировала брачная эндогамия — в брак чаще вступали между собой жители села. Также заключались браки со старообрядцами-часовенными ближайших деревень: Медяны, Селинхе, Колумбэ, а также единоверцами-переселенцами с острова Сахалин.
Село опустело в 1945 году с приходом Красной Армии в Маньчжурию. Старообрядцы уехали через Гонконг при помощи Толстовского фонда в Австралию, Новую Зеландию, Южную Америку (Бразилию, Боливию, Перу, Уругвай).
В период существования государства Маньчжоу-го быт и особенности жизни в Романовке (яп. ロマノフカ) были тщательно изучены японскими исследователями с целью использования опыта для японских переселенцев. Изучалось питание, годовой цикл труда и отдыха, устройство жилых и хозяйственных построек, сельскохозяйственные орудия и предметы повседневной жизни, семейно-бытовой уклад, а также особенности общественной и религиозной жизни. В Романовке работал  Ямадзоэ Сабуро. По итогу изучения были опубликованы несколько книг и статей. Первая монография «Деревня Романовка» была написана Кадзуо Фудзияма, служившим заместителем директора Центрального государственного музея Маньчжоу-го. Её первое издание вышло в Чанчуне в 1941 году, второе — в Токио в 1942 году. «Рассказы о Романовке» (1941) написал ученый-биохимик Сабуро Ямадзоэ (1908—2007), в то время научный сотрудник Исследовательского института освоения земли при Китайско-Восточной железной дороге (КВЖД), который находился на станции Хэндаохэцзы (Ханьдаохэдзы) и в 1930-х годах работал в Романовке. Данные о Романовке содержатся также в работе Гито Тэруока.
В Музее истории Дальнего Востока имени В. К. Арсеньева хранится коллекция фотографий, сделанных в Романовке учёным Ямадзоэ Сабуро, и работы профессиональных японских фотографов, посещавших Романовку и публиковавших снимки в фотоальбомах 1940-х — середины 1970-х годов. В XXI веке сотрудники музея Вера Кобко и Нина Керчелаева при содействии американских исследователей Тамары и Ричарда Моррисов разыскали всех, кто был запечатлен на снимках, включая младенцев, и записали их истории.